# Zoarchias uchidai
Zoarchias uchidai är en fiskart som beskrevs av Kiyomatsu Matsubara 1932. Zoarchias uchidai ingår i släktet Zoarchias och familjen taggryggade fiskar. Inga underarter finns listade i Catalogue of Life.